# Deborah Nadoolman Landis
Deborah Nadoolman Landis (Estados Unidos, 26 de maio de 1952) é uma autora, historiadora, professora e diretora de arte norte-americana.